# Adamówka (województwo podkarpackie)

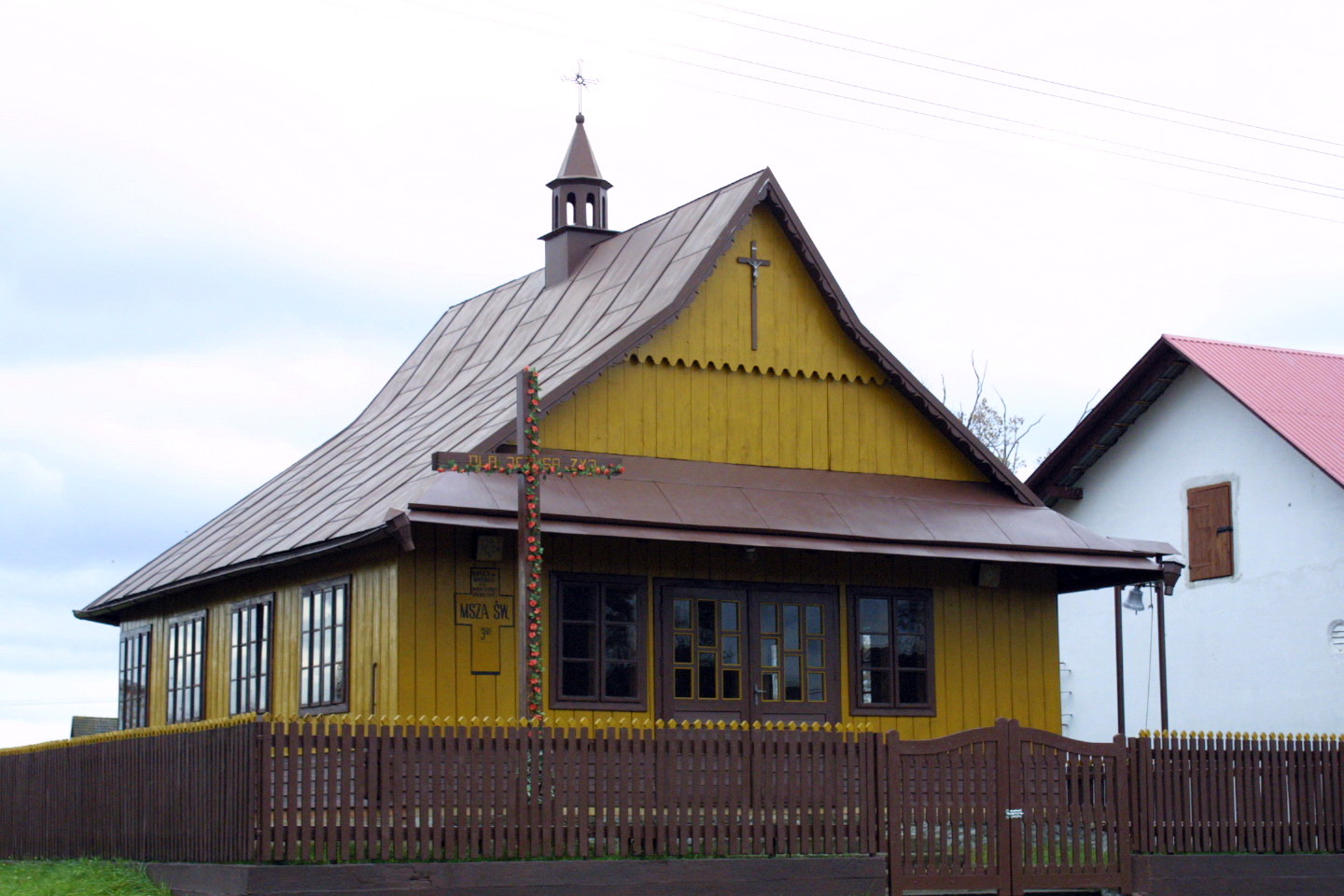
Kaplica pw. Matki Bożej Różańcowej w Adamówce z 1909 r.

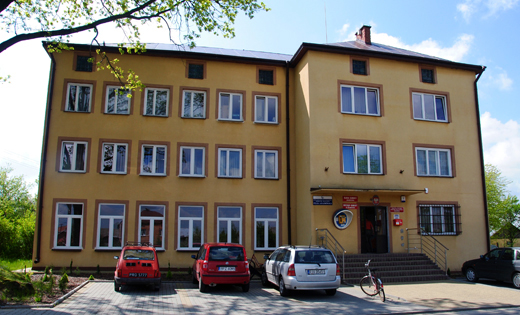
Urząd Gminy w Adamówce

Adamówka – wieś w Polsce położona w województwie podkarpackim, w powiecie przeworskim, w gminie Adamówka, na Płaskowyżu Tarnogrodzkim. Leży przy drodze wojewódzkiej nr 835.
Miejscowość jest siedzibą gminy Adamówka.
Kościół w Adamówce jest kościołem filialnym rzymskokatolickiej parafii św. Judy Tadeusza w Krasnem.
Dobra tabularne ordynacji Czartoryskich, położone w 1905 roku w powiecie jarosławskim Królestwa Galicji i Lodomerii.
W latach 1853–1975 Adamówka administracyjnie należała do powiatu jarosławskiego.
W latach 1954–1972 wieś należała i była siedzibą władz gromady Adamówka. W latach 1975–1998 miejscowość administracyjnie należała do województwa przemyskiego.
| SIMC    | Nazwa    | Rodzaj    |
| ------- | -------- | --------- |
| 0598575 | Bednarze | część wsi |
| 0598581 | Folwark  | część wsi |
| 0598598 | Gancarze | część wsi |
| 0598606 | Nowiny   | część wsi |
| 0598612 | Zapolek  | część wsi |

## Historia
Wieś została założona przez Adama Sieniawskiego – właściciela dóbr sieniawskich. Pierwsza wzmianka o niej pochodzi z 1668. Źródła podają, że we wsi znajdował się duży folwark, była też karczma i młyn. Podczas I wojny światowej w okolicy Adamówki toczyły się ciężkie walki. Pamiątką po nich jest cmentarz wojenny.
W 1934 roku powstała Gmina (zbiorowa) Adamówka, w której skład weszły dotychczasowe gminy jednostkowe: Adamówka, Cieplice, Dobcza, Dobra, Krasne, Majdan Sieniawski, Pawłowa i Słoboda.
W 1897 roku wybrano zwierzchność gminną, której naczelnikiem został Mikołaj Szegda. W 87 domach było 489 mieszkańców, a w obszarze dworskim było w 8 domach 79 mieszkańców. W 1921 roku w Adamówce było 101 domów. W latach 1943–1945 nacjonaliści ukraińscy z OUN-UPA zamordowali tutaj 30 Polaków. W 1945 roku na Ukrainę wysiedlono 185 osób z 46 domów.
7 października 1974 roku odsłonięto we wsi pomnik ku czci 4 funkcjonariuszy MO z Adamówki, którzy w latach 1944–1947 zginęli w walkach z UPA.

## Kościół
Adamówka najpierw należała do parafii w Majdanie Sieniawskim, a od 1957 roku należy do parafii Krasne. W 1909 roku zbudowano drewnianą kaplicę pw. "Matki Bożej Różańcowej", która została rozbudowana w 1978 roku. Od 1967 roku nabożeństwa były odprawiane w każdą niedzielę. W latach 2002–2008 zbudowano murowany kościół filialny, który został 9 listopada 2008 roku konsekrowany przez abp metropolitę Przemyskiego Józefa Michalika i otrzymał wezwanie: Matki Bożej Królowej Rodzin.

## Oświata
Początki szkolnictwa w Adamówce są datowane na 1889 rok, gdy powstała szkoła "niezorganizowana", która nie posiadała stałego nauczyciela. Szkoła została reskryptem Rady szkolnej krajowej 1 września 1891 roku zorganizowana jako publiczna. W latach 1891–1892 szkoła była filialna, a od 1892 roku była 1-klasowa. W latach 1889–1905 szkoła nie posiadała stałego nauczyciela (posada opróżniona; posada nieobsadzona).
27 sierpnia 1959 została oddana do użytku w Adamówce szkoła-pomnik tysiąclecia, wybudowana jako piąta w kraju i pierwsza w województwie rzeszowskim.
Patronem szkoły podstawowej jest św. Jan Paweł II.
W 1999 roku podjęto decyzję o budowie budynku gimnazjum, który wybudowano w latach 2000-2001. 24 sierpnia 2001 roku na podstawie uchwały Rady Gminy w Adamówce patronem gimnazjum została sł. boża Anna Jenke. 3 września 2001 roku odbyło się poświęcenie gimnazjum, którego dokonał abp Józef Michalik. 18 listopada 2007 roku oddano do użytku Halę Sportową.
Nauczyciele szkoły w Adamówce.
1889–1905. Posada opróżniona lub nieobsadzona.
1905–1906. Leopold Łańcucki.
1906–1907. Tekla Trembicka.
1907–1908. Jadwiga Rybińska.
1908–1914(?). Helena Czupówna.